# Огородников, Евлампий Кириллович
Евла́мпий Кири́ллович Огоро́дников (3 октября 1816, Тюмень, Тобольская губерния, Российская империя — 13 марта 1884, Санкт-Петербург, Российская империя) — российский статистик, библиограф и географ.

## Биография
Происходил из купеческого сословия.
В 1833 году окончил Вятскую мужскую гимназию.
В 1841 году окончил филологический факультет Казанского университета.
В 1842 году уехал в Санкт-Петербург и поступил на службу в Министерство финансов Российской империи. В 1848 году перешёл на службу чиновником особых поручении при Хозяйственном департаменте Министерства внутренних дел, избран в члены Русского географического общества.
В 1855—1883 годах — редактор Центрального статистического комитета Министерства внутренних дел. Одновременно состоял редактором «Ведомостей С.-Петербургской городской полиции» и управляющим полицейской типографией, сотрудничал в «Журнале Министерства Внутренних Дел».
Участвовал в разработке «Положения о губернских и центрально-статистических комитетах», в подготовке издания «Городские поселения в Российской Империи», где в «Списке населённых мест» были помещены его исторические очерки о городах 28-ми губерний и областей Российской империи и очерки о губерниях — Архангельской, Вологодской, Вятской, Московской, Нижегородской, Олонецкой и Тульской.
За обширное критико-историческое исследование «Книги Большому Чертежу» был награждён в 1869 году малой золотой медалью Императорского Русского географического общества.
В 1878 году Огородникову была присуждена половинная Уваровская премия Академии Наук.

## Главные научные труды
«Список населенных мест Российской империи: Московская губерния, Нижегородская, Вологодская, Вятская, Олонецкая и Тульская» (СПб., 1862—1879), "Мурманский и Терский берега по «Книге Большого Чертежа» («Записки Императорского Русского Географического Общества» по отделению этнографии, 1869, книга 2), «Прибрежья Ледовитого и Белого морей, с их притоками» (ib., 1877, том VII отдельно); в издании министерства внутренних дел: «Городские поселения в Российской империи» — исторические очерки городов по 28 губерниям и областям.

## Семья
Сын Огородников, Фёдор Евлампиевич (1867—1939) — русский и советский военный деятель и историк, генерал-лейтенант (1916), комдив (1935).